# Грант, Дэниел (кёрлингист)
Дэ́ниел Грант (англ. Daniel Grant; род. 30 июня 1993, Виннипег) — канадский кёрлингист.
В составе мужской сборной Канады участник зимней Универсиады 2015.

## Достижения
- Чемпионат мира по кёрлингу среди юниоров: бронза (2013).
- Чемпионат Канады по кёрлингу среди юниоров: золото (2013).

## Команды
| Сезон                                             | Четвёртый     | Третий         | Второй       | Первый            | Запасной                       | Турниры              |
| ------------------------------------------------- | ------------- | -------------- | ------------ | ----------------- | ------------------------------ | -------------------- |
| 2011—12                                           | Мэтт Данстон  | Джеймс Коулман | Дэниел Грант | Кристофер Галлант |                                |                      |
| 2012—13                                           | Мэтт Данстон  | Колтон Лотт    | Дэниел Грант | Brendan MacCuish  | Josh Barry тренер: Scott Grant | ЧКЮ 2013 · ЧМЮ 2013  |
| 2013—14                                           | Мэтт Данстон  | Джеймс Коулман | Дэниел Грант | Кристофер Галлант |                                |                      |
| 2014—15                                           | Мэтт Данстон  | Джеймс Коулман | Дэниел Грант | Кристофер Галлант |                                | ЗУ 2015 (6 место)    |
| 2015—16                                           | Andrew Irving | Дэниел Грант   | Джим Коулман | Andrew Peck       |                                |                      |
| Кёрлинг для смешанных пар (mixed doubles curling) |               |                |              |                   |                                |                      |
| 2015                                              | Дэниел Грант  | Кейт Кэмерон   |              |                   |                                | ЧКСП 2015 (17 место) |

(скипы выделены полужирным шрифтом)